# Стражище (Равне-на-Корошкем)
Стражище (словен. Stražišče) — поселення в общині Равне-на-Корошкем, Регіон Корошка, Словенія. Висота над рівнем моря: 419,7 м.